# خشونت جنسی و جنسیتی در حمله حماس به اسرائیل

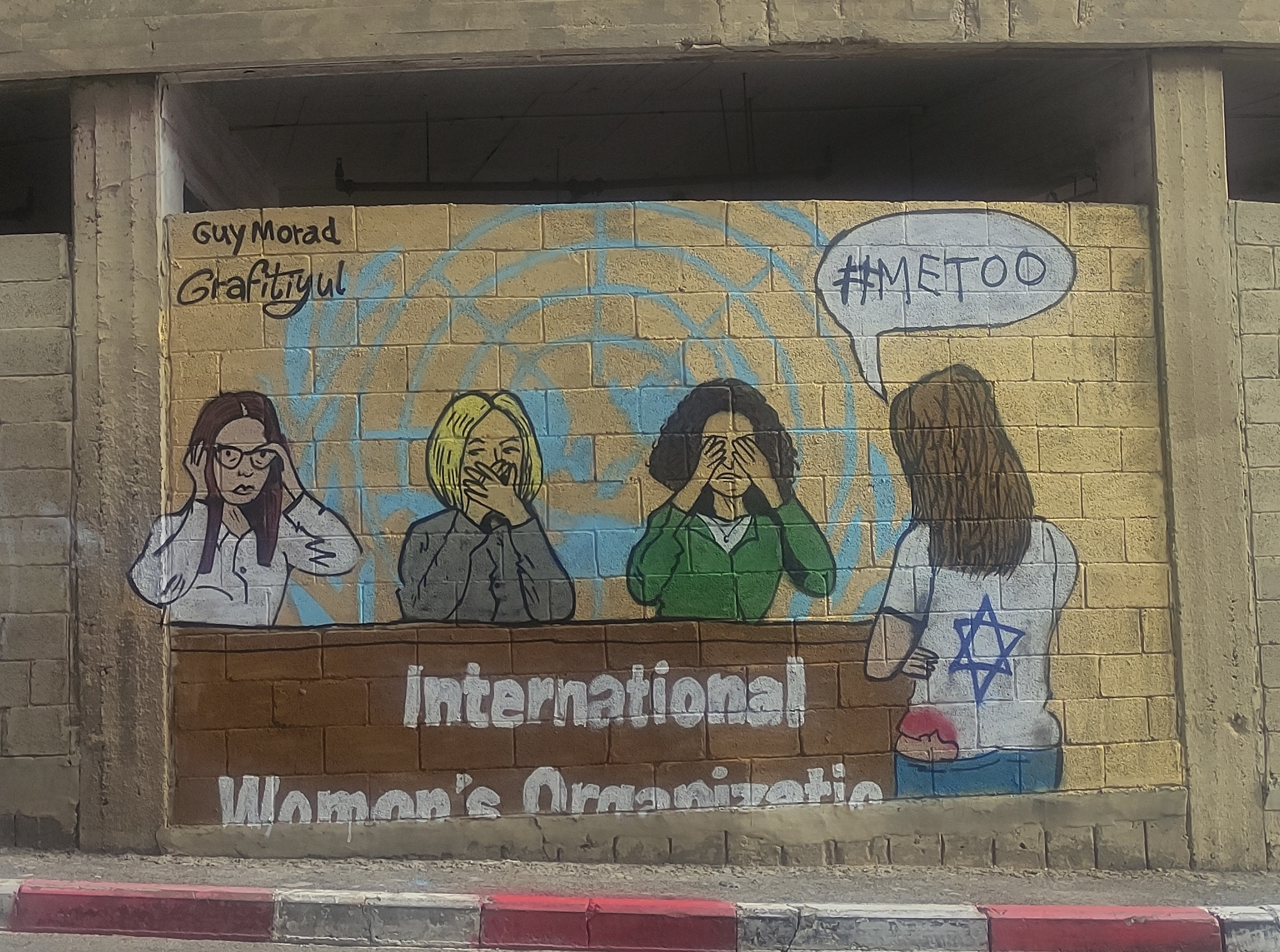
یک نقاشی دیواری در اسرائیل. این اثر سازمان‌های بین‌المللی زنان و جنبش MeToo# را به دلیل نادیده گرفتن جنایاتی چون تجاوز و خشونت جنسی در حمله تروریستی ۷ اکتبر حماس را مورد انتقاد قرار داده است.

در جریان حمله حماس به اسرائیل در سال ۲۰۲۳، زنان و دختران اسرائیلی در معرض خشونت جنسی، از جمله تجاوز و تعرض جنسی توسط نیروهای حماس یا دیگر شبه‌نظامیان غزه قرار گرفتند. ستیزه‌جویان درگیر در این حمله متهم به انجام اعمال خشونت‌آمیز جنسیتی، جنایات جنگی و جنایت علیه بشریت هستند. حماس انجام خشونت جنسی به زنان توسط جنگجویانش را رد کرده است. پلیس اسرائیل گفته است که ده‌ها زن و چند مرد مورد تجاوز جنسی قرار گرفته‌اند. نیویورک تایمز و بی‌بی‌سی گزارش دادند که «فیلم‌هایی از زنان برهنه و خون‌آلود که توسط حماس در روز حمله فیلم‌برداری شده است، و عکس‌هایی از اجساد که پس از آن در سایت‌ها گرفته شده است، نشان می‌دهد که زنان مورد هدف حمله جنسی قرار گرفته‌اند».
گزارش برخی از گروگان‌های آزاد شده نشان می‌دهد که گروگان‌های زن و مرد در حین نگهداری در غزه توسط حماس مورد خشونت جنسی قرار گرفته‌اند. در اواخر مارس ۲۰۲۴، آمیت سوسانا، یک گروگان اسرائیلی آزاد شده، به نیویورک تایمز گفت که توسط اسیر کننده خود مورد آزار جنسی قرار گرفته است.
سازمان ملل در ابتدا به دلیل سکوت در قبال خشونت جنسی مورد انتقاد قرار گرفت. گزارش سازمان ملل در مارس ۲۰۲۴ به این نتیجه رسید که «اطلاعات روشن و قانع‌کننده» وجود دارد که گروگان‌های اسرائیلی در غزه «خشونت جنسی، از جمله تجاوز جنسی، شکنجه جنسی و رفتار ظالمانه، غیرانسانی و تحقیرآمیز» را تجربه کرده‌اند، که «دلایل منطقی» برای برای این باور ایجاد می‌کند که چنین چیزی همچنان برای گروگان‌ها در جریان است. و همچنین «دلایل منطقی برای این باور وجود دارد که خشونت جنسی مرتبط با درگیری در طول حملات ۷ اکتبر در چندین مکان در سراسر حاشیه غزه، از جمله تجاوز به عنف و تجاوز گروهی رخ داده است، از جمله سه مکان»: جشنواره موسیقی نوا و مجاورت جاده ۲۳۲ و کیبوتص ریم. سازمان ملل اعلام کرد که این مأموریت و گزارش ماهیت تحقیقی ندارد، بلکه برای جمع‌آوری و راستی آزمایی ادعاها طراحی شده است. در نتیجه، بعداً در ۲۴ آوریل، سازمان ملل از تأیید اتهامات تجاوز جنسی علیه حماس خودداری کرد و این گروه را در لیست سیاه احزاب دولتی و غیردولتی مجرم خشونت جنسی در سال ۲۰۲۳ به دلیل فقدان شواهد قرار نداد.
هاآرتص پوشش رسانه‌ای خشونت جنسی از سوی حماس را این‌طور خلاصه می‌کند: «از یک سو، وب‌سایت‌های طرفدار فلسطین در حال اجرای کارزار انکار هستند و تلاش می‌کنند تا اعتبار یافته‌ها و شهادت‌ها را زیر سؤال ببرند. از سوی دیگر اسرائیلی‌ها نیز برای متقاعد کردن جهان هر گزارش تلخی که دارند را منتشر می‌کنند و برخی‌شان نیز به دنبال کسب امتیاز سیاسی هستند.»
شاهدان توصیف کردند که ستیزه‌جویان به سر بریدن قربانیان، تجاوز جنسی و حتی بازی با اعضای بریده شده بدن اقدام کرده‌اند، اگرچه برخی از شهادت‌ها متعاقباً بی‌اعتبار شد. این اعمال به عنوان خشونت مبتنی بر جنسیت، جنایات جنگی و جنایات علیه بشریت شناخته شد که با تعریف خشونت جنسی از سوی دادگاه کیفری بین‌المللی مطابقت دارد. برخی از گروگان‌های آزاد شده گزارش کردند که آزار جنسی در زمان حضورشان در غزه رخ داده است.
اسرائیل گروه‌های بین‌المللی حقوق زنان و حقوق بشر را به کم‌اهمیت جلوه دادن این حملات متهم کرد. حماس انجام هرگونه تجاوز جنسی را رد کرده و خواستار تحقیقات بین‌المللی بی طرفانه در مورد این اتهامات شده است. در ژانویه ۲۰۲۴، آلیس جیل ادواردز و موریس تیدبال بینز کارشناسان سازمان ملل متحد در بیانیه‌ای گفتند که اعمال خشونت جنسی معادل جنایات جنگی است که «ممکن است به عنوان جنایات علیه بشریت نیز شناخته شوند».
در ۱۲ آوریل ۲۰۲۴، اتحادیه اروپا شاخه‌های نظامی و نیروهای ویژه حماس و شاخه مسلح جهاد اسلامی فلسطین را به دلیل مسئولیت آنها در قبال خشونت جنسی ادعایی در ۷ اکتبر تحریم کرد. توقیف دارایی و ممنوعیت سفر بر گردان‌های قسام و القدس و نیروی نوخبا اعمال شد. اتحادیه اروپا اعلام کرد که جنگجویان این دو گروه «به شیوه‌ای سیستماتیک مرتکب خشونت جنسی و جنسیتی گسترده شده و از آن به عنوان یک سلاح جنگی استفاده می‌کنند.»

## بررسی اجمالی
گزارش‌های مبنی بر خشونت جنسی گسترده از سوی حماس در حمله به جوامع اسرائیلی در ۷ اکتبر که در آن ۱۱۳۹ نفر کشته و ۲۴۰ گروگان به نوار غزه برده شدند، منتشر شده است. در بررسی شواهدی که عمدتاً توسط نیروهای دفاعی اسرائیل و مقامات اسرائیلی ارائه شده است، ان‌بی‌سی نیوز اعلام کرد که این شواهد «نشان می‌دهد که ده‌ها زن اسرائیلی مورد تجاوز جنسی، آزار جنسی یا مثله کردن قرار گرفته‌اند». جنگجویان حماس به شهرهای اسرائیل نفوذ کردند، جایی که شاهدان گفتند که بسیاری از زنان و دختران در هر سنی و برخی از مردان را مورد شکنجه، تجاوز و تجاوز جنسی قرار دادند. 
اینا کوبه، محقق متخصص در زمینه جنسیت و تعارض در دانشگاه تل آویو، گفت که شواهد با خشونت جنسی مطابقت دارد. با این حال، او بر لزوم انجام تحقیقات پزشکی قانونی برای تعیین رسمی تجاوز جنسی تأکید کرد.
گزارش سازمان ملل در مارس ۲۰۲۴ نشان داد که جراحات، عمدتاً جراحات ناشی از شلیک گلوله، به «اعضای حساس بدن مانند سینه‌ها و اندام تناسلی» وارد شده است و «دلایل منطقی برای این باور» یافت می‌شود که تجاوز جنسی، از جمله تجاوز گروهی، حداقل در سه مکان رخ داده است.

### ارزیابی انگیزه
حماس اعلام کرده است که خشم عمیق و فزاینده نسبت به سیاست اسرائیل، رفتار با فلسطینیان و گسترش شهرک‌های اسرائیلی انگیزه حملات خشونت‌آمیز آن‌ها در ۷ اکتبر بوده است، با این حال برخی کارشناسان مانند کارشناس واکسمی‌گویند که خشونت جنسی یک «امر ذاتی در درگیری‌های خشونت‌آمیز» است. حماس در ۷ اکتبر اعتراف کرد که «اشتباهاتی مرتکب شده»، اما ارتکاب تجاوز و تجاوز جنسی توسط جنگجویانش را رد کرد و اشاره کرد که این کار در اسلام حرام است.
اسرائیلی‌ها و دیگران حماس را به استفاده سیستماتیک از تجاوز جنسی به عنوان یک سلاح جنگی متهم کرده‌اند.
کوچاو الکایام-لوی، وکیل سابق دولت اسرائیل که ریاست یک کمیسیون غیردولتی مدافع به رسمیت شناختن جنایات تجاوز جنسی را در ۷ اکتبر بر عهده داشت، به این نتیجه رسید که حماس برای آسیب رساندن به روحیه اسرائیل، از خشونت جنسی به عنوان یک سلاح استفاده کرده است.
در فوریه ۲۰۲۴، انجمن مراکز بحران تجاوز جنسی اسرائیل (ARCCI)، گزارشی را منتشر کرد که در آن خلاصهٔ اظهارات شاهدان آمده بود و خشونت جنسی ۷ اکتبر را به «عملکردهای تجاوز جنسی در طول جنگ» و «اقدامات سادیستی» طبقه‌بندی کرد. در سرتاسر گزارش این نتیجه‌گیری تکرار می‌شد که خشونت جنسی سیستماتیک، عمدی، گسترده بوده و سرخود یا تصادفی نبوده است، و «تروریست‌های حماس از شیوه‌های سادیستی با هدف تشدید درجه تحقیر و وحشت ذاتی خشونت جنسی استفاده کردند».

## شواهد و مدارک
| گروه                | منبع       | درصد زن | ارجاع   |
| ------------------- | ---------- | ------- | ------- |
| جمع                 | AOAV       | ۲۶٫۶٪   | [ الف ] |
| غیرنظامیان          | والا / TOI | ۳۶٪     | [ ب ]   |
| غیرنظامیان          | AOAV       | ۴۱٪     | [ پ ]   |
| نظامی               | AOAV       | ۱۱٪     | [ ت ]   |
| سایر نیروهای امنیتی | AOAV       | ۱۵٪     | [ ث ]   |

پس از این حملات، پلیس اسرائیل، شین بت و ارتش اسرائیل شروع به جمع‌آوری شواهد، گرفتن اظهارات شاهدان و بازجویی از شبه نظامیان اسیر شده حماس در مورد خشونت جنسی انجام شده در حمله ۷ اکتبر کردند. پلیس اسرائیل با بیان این که جمع‌آروی مدارک از منطقه جنگی بسیار سخت است، اعلام کرد که ممکن است هیچ‌گاه شواهد کاملی از جنایات انجام شده به دست نیاید. مقامات شواهد ویدئویی، عکس‌هایی از اجساد قربانیان و اظهارات ستیزه‌جویان را که به گفته آنها گزارش‌های تجاوز جنسی را تأیید می‌کند، جمع‌آوری کردند. به گفته پلیس اسرائیل کالبد شکافی قربانیان نیز این گزارش‌ها را تأیید می‌کند.

### شهادت اسرائیلی‌ها
بازماندگان، شاهدان، امدادگران و پرسنل نظامی گزارش‌هایی از تجاوز جنسی، مثله کردن و سایر خشونت‌های جنسی که ستیزه‌جویان حماس انجام داده‌اند ارائه کردند. یکی از مقامات لاهاو ۴۳۳ به کنست گفت که ۱۵۰۰ شهادت جمع‌آوری شده است. شلی هاروش، افسر پلیسی که این تحقیقات را رهبری می‌کرد، در ۲ دسامبر ۲۰۲۳ به تایمز گفت: «اکنون واضح است که جرایم جنسی بخشی از برنامه‌ریزی بوده و هدف آن ترساندن و تحقیر مردم بوده است.»
به گفته تامار هرزیگ، استاد دانشگاه تل آویو، شاهدان شنیده‌اند که ستیزه‌جویان دربارهٔ برنامه‌هایی برای تجاوز به دختران خاص صحبت می‌کردند. هرزیگ همچنین گفت که ستیزه‌جویان در حال رژه رفتن با بدن قربانیان دیده شدند که لباس‌هایشان پاره بود و بین پاهایشان نیز خونی بود. او گفت که اظهارات بازماندگانی که به مراکز درمانی اسرائیل آورده شده بودند، ثبت و ضبط شده است. هرزیگ گفت شواهد پزشکی قانونی جمع‌آوری‌شده از اجساد دختران اسرائیلی نشان می‌دهد که آنها مورد تجاوز جنسی قرار گرفته‌اند، گاهی چنان خشونت‌آمیز که پاها و استخوان‌های لگن آن‌ها شکسته است. بازماندگان همچنین به موارد تجاوز گروهی و بریدن سینه‌های زنان جوان شهادت دادند.

### بازجویی از شبه‌نظامیان حماس
آژانس‌های امنیتی اسرائیل ویدئوهایی منتشر کردند که بازجویی آنها از هفت شبه‌نظامی حماس را نشان می‌دهد که یکی از آن‌ها می‌گوید به آن‌ها اجازه تجاوز به یک جسد داده شده است.
ارتش اسرائیل در ۲۸ مارس ۲۰۲۴ فیلمی از یک ستیزه‌جوی فلسطینی به نام منار محمود محمد قاسم منتشر کرد که به صراحت به تجاوز خود به یک زن اسرائیلی در کیبوتص در ۷ اکتبر اعتراف کرد. در این ویدئو، قاسم ماجرا را به تفصیل شرح می‌دهد، از جمله توصیف لباس‌ها، سوتین و لباس‌های زیر قربانی و اینکه بعداً توسط دو شبه‌نظامی دیگر با مادرش برده شد.
در ماه مه ۲۰۲۴، ارتش اسرائیل تصاویری از یک پدر و پسر اسیر منتشر کرد که گفته می‌شود از اعضای حماس بودند و به قتل غیرنظامیان در خانه‌هایشان، ربودن قربانیان و تجاوز به زنان پیش از قتل یکی از آن‌ها در کیبوتص نیر اوز اعتراف کردند.

### محدودیت شواهد پزشکی قانونی
اعضای سازمان ملل متحد، پزشکان برای حقوق بشر اسرائیل و انجمن مراکز بحران تجاوز جنسی در اسرائیل، همگی به فقدان تحقیقات پزشکی قانونی که در مورد کشته‌شدگان در محل‌های حمله اشاره کرده‌اند. با توجه به تعداد زیاد کشته‌شدگان، اسرائیل قصد داشت تا حداقل یک ماه پس از حملات ۷ اکتبر همه قربانیان را به طور کامل شناسایی کند که باعث شد سردخانه‌ها مدارک فیزیکی یا کیت‌های تجاوز جنسی را از هیچ جسدی جمع‌آوری نکنند. بنا بر گزارش‌ها، مقامات اسرائیل نمی‌توانند برای موارد فردی تجاوز جنسی یا خشونت جنسی پرونده تشکیل دهند، چرا که مدارک فیزیکی لازم برای دادگاه وجود ندارد. سازمان ملل که «اطلاعات روشن و قانع‌کننده» از خشونت جنسی در جریان حملات حماس یافته است، گزارش می‌دهد که کمبود مدارک به خاطر گستردگی حملات در نقاط مختلف و همچنین تعداد بالای قربانیان بوده است. یکی از افسران روابط دولتی در شبکه زنان اسرائیل گفت که بیشتر قربانیان تجاوز کشته شده‌اند و اجساد آن‌ها همراه با شواهد سوزانده یا دفن شده است. رسانه‌های اسرائیلی اعلام کردند که صحنه‌های این حملات به‌درستی عکس‌برداری، حفظ یا بررسی قانونی نشده است.

## خشونت‌های جنسی بر پایه مکان
خشونت جنسی حداقل در چهار مکان رخ داده است:
- در جشنواره موسیقی رعیم و مناطق اطراف که شرکت‌کنندگان به آن فرار کردند.
- در کیبوتص‌ها - بئری و دیگران - به غیرنظامیانی که کشته شدند.
- در کمپ شورا و دیگر پایگاه‌های ارتش اسرائیل در نزدیکی مرز، به سربازان.
- در اسارت در نوار غزه، به گروگان‌های اسرائیلی.

### جشنواره موسیقی رعیم و حومه
حماس، کمی بعد از ساعت ۷ صبح روز ۷ اکتبر، حمله به گردهمایی سوکوت سوپرنوا، یک فستیوال موسیقی در فضای باز را در طول تعطیلات یهودی شمنی آتزرت در نزدیکی کیبوتص ریم رهبری کرد.

#### ویدیوی «زنی با لباس مشکی»
در ۸ اکتبر، ویدئویی از این جشنواره در رسانه‌های اجتماعی پخش شد که زنی را نشان می‌داد که به پشت دراز کشیده، لباس‌هایش پاره شده، پاهایش باز و واژنش آشکار شده در حالی که صورتش سوخته و دست راستش چشمانش را پوشانده بود. او بعداً به نام گال عبدوش (با نام خانوادگی براخا قبل ازدواج) شناخته شد. ادن وسلی، زنی که پس از حمله به دنبال دوستش می‌گشته می‌گوید که این ویدئو را فیلم‌برداری کرده. او به ARCCI گفت که زخم بریدن را روی پای قربانی دیده که باعث شد بفهمد لباس زیر قربانی بریده شده است. پس از انتشار مقاله نیویورک تایمز «فریادهای بدون کلام»، وسلی به رسانه‌ها گفت که عبدوش مورد تجاوز قرار گرفته، سوزانده شده و به قتل رسیده است.
اتی براچا، مادر گال؛ رامی براچا، برادر گال؛ و مادر ناگی (شوهر گال که او هم کشته شد) همگی معتقدند که به گال تجاوز شده است. اتی با بیان اینکه «شاهدانی وجود دارند که تجاوز جنسی به دخترم را دیده‌اند» تأکید کرد که دنیا از «تجاوزات جنسی‌ای که این هیولاها مرتکب شده‌اند» خبر دارد، اما چشمانش را بسته است و این که آن‌ها مانند دنیا چشمانشان را نبسته‌اند و نخواهند گفت که این اتفاق نیفتاده. مادر ناگی از این که پسرش قبل از کشته شدن، تجاوز به همسرش را دیده ابراز تأسف کرد. رامی نیز اظهار داشت فهمیدن این موضوع که خواهرش قبل از کشته شدن مورد تجاوز قرار گرفته و این که چه چیزهایی بر او گذشته برایش بسیار سخت بوده است.
نسیم عبدوش، برادر ناگی، در ۱ ژانویه ۲۰۲۴ با کانال ۱۳ مصاحبه کرد و بارها تجاوز به گال را رد کرد. او گفت که ناگی در ساعت ۷ صبح با او تماس گرفته و گفته است که همسرش کشته شده اما هرگز چیزی در رابطه با تجاوز جنسی ذکر نکرده. عبدوش تکرار کرد که به گال تجاوز نشده و «رسانه‌ها آن را اختراع کرده‌اند».
میرال محراب، خواهر گال، در اینستاگرام خود ادعای تجاوز به خواهرش را زیر سؤال برد اما او متعاقباً پست را حذف کرد، با این حال انکارکنندگان، تصاویر پست او را برای انکار کلی خشونت جنسی به صورت گسترده‌ای پخش کردند. او بعداً به تایمز گفت از این که از پستش برای زیر سؤال بردن تجاوز شبه‌نظامیان حماس به اسرائیلی‌ها استفاده شده، پشیمان است و او فقط سعی داشته تا از خواهرش محافظت کند.

#### استر / شاهد اس / ساپیر
در اکتبر ۲۰۲۳، پلیس اسرائیل ویدئویی از زنی که لو پاریسین او را «استر» و بی‌بی‌سی «شاهد اس» نامید، به چندین روزنامه‌نگار نشان داد؛ او در ویدئو آنچه را که مخفیگاهش در نزدیکی جشنواره دیده است توصیف کرد: یک ستیزه‌جو کسی را خم می‌کند، سپس «استر» فهمید که او در حال تجاوز به قربانی است. ستیزه‌جو او را به شخص دیگری منتقل کرد. او هنوز زنده بود و از پشتش خونریزی داشت. مردان قسمت‌هایی از بدن او را بریدند، سینه‌اش را تکه‌تکه کردند، در خیابان انداختند و با آن بازی کردند. ستیزه‌جوی دیگری به او تجاوز کرد، سپس در حالی که هنوز به او دخول می‌کرد، به سر او شلیک کرد و سپس انزال کرد. دو ماه بعد، در دسامبر ۲۰۲۳، نیویورک تایمز گزارش‌هایی را با مضامین بسیار مشابه از یک شاهد به نام «ساپیر» گزارش کرد.

#### کنست
یکی از بازماندگان به کنست گفت که دخترانی برهنه، جسدهای تکه‌تکه شده و دخترانی را دیده که لگن آن‌ها به دلیل خشونت بالای تجاوز شکسته بوده. یک شاهد ناشناس ادعا می‌کند که در مجاورت جشنواره «آخرالزمانی از اجساد و دختران بدون لباس بود، برخی از قسمت‌های بالا و برخی قسمت‌های پایینی [بدن] خود را از دست داده‌اند» دیده است.

#### یونی سادون
یونی سادون یکی از بازماندگان حمله به تایمز گفت: «آنها یک زن جوان را در نزدیکی ماشین دستگیر کرده بودند و او در حال مبارزه بود و به آنها اجازه نمی‌داد او را برهنه کنند. آنها او را به زمین انداختند و یکی از تروریست‌ها بیل برداشت و سرش را از بدن جدا کرد. سرش روی زمین غل خورد و من آن را دیدم.»

#### مسیر ۲۳۲
مردی ناشناس دیده که مردانی با لباس غیرنظامی زنی را از یک ون در مسیر ۲۳۲ در همان حوالی بیرون کشیدند، دور او جمع شده و در حالی که فریاد می‌کشید به او دخول کردند و سپس یکی از مردان او را با چاقو کشت. سه نفر دیگر که نامشان فاش نشده است شهادت دادند که زنان در آنجا و در یک مکان دیگر در مسیر ۲۳۲ مورد تجاوز قرار گرفته و کشته شدند.

#### شاهدهای دیگر
یک شاهد مرد که نامش فاش نشده به بی‌بی‌سی گفت که او صدایی را شنیده که مطمئن است فریاد زنانی بوده که مورد تجاوز قرار گرفتند و همچنین به زنان مرده نیز تجاوز شده است. ران فرگر، یکی دیگر از نجات‌یافته‌ها، به آسوشیتدپرس گفت که صدای فریاد زنی را شنیده که گفته «دارند به من تجاوز می‌کنند، به من تجاوز می‌کنند» و سپس چندین گلوله شلیک شد و در همان لحظه او ساکت شد.
انجمن مراکز بحران تجاوز جنسی در اسرائیل به چهار منبع استناد می‌کند: ویدئوی «زنی با لباس سیاه»، گزارش ساندی تایمز در مورد یونی سادون، گزارش ارائه شده در کنست و گزارش اسکای نیوز از نیروهای زاکا (نیروی امدادی اسرائیل) که می‌گویند اجساد با لباس نصفه یا بی‌لباس به دست آن‌ها رسیده، برخی نیز خونریزی شدید لگن داشته یا از ناحیه تناسلی مثله شده بودند، که این انجمن ادعا می‌کند با سایر گزارش‌ها مطابقت دارد.

### کیبوتص‌ها

#### تجاوزها در کیبوتص بئری
در کیبوتص بئری، یک امدادگر از واحد نجات تاکتیک‌های ویژه ۶۶۹ گفت که او خانه به خانه به دنبال افراد زنده می‌گشت که جسد دو دختر نوجوان را در اتاق خواب پیدا کرد. او گفت که شک نداشت که یکی از نوجوانان مورد تجاوز جنسی قرار گرفته، اما نمی‌دانست که آیا او ابتدا مرده است یا خیر. بر اساس گزارش‌ها، جسد دو زن با پاها و دست‌های بسته به تخت‌هایشان پیدا شد که اندام تناسلی یکی از آنها با چاقو مورد اصابت قرار گرفته بود و اندام‌های داخلی آن‌ها خارج شده بود.
در مارس ۲۰۲۴، اینترسپت گزارش داد که این‌ها خواهران نوجوان با نام‌های «ی. شرابی» و «ن. شرابی» بوده‌اند. در یک مصاحبه با کانال ۱۲، خبرنگار تایمز، آنات شوارتز گفت که بعد از شنیدن صحبت‌های امدادگر، تلاش کرده تا شاهد دومی پیدا کند اما پیدا نکرده.

#### شواهد دیگر
نیویورک تایمز عکس‌هایی از جسد زنی که در یک کیبوتص پیدا شده بود را مشاهده کرد که ده‌ها میخ به کشاله ران و ران‌های او فرو شده بود. همچنین گزارش داد که زنان و دختران در کیبوتص کفار آزا مورد تجاوز جنسی قرار گرفتند.
در گزارش انجمن مراکز بحران تجاوز جنسی اسرائیل ۶ منبع ذکر شده است:
- «شهادت‌های جمع‌آوری‌شده» در بئری دربارهٔ «جسد زنان و دخترانی که بیشتر در اتاق‌خواب‌هایشان مورد تجاوز قرار گرفته‌اند… با لباس خواب»
- رویترز، سی‌ان‌ان، بی‌بی‌سی و تایمز اسرائیل گزارش می‌دهند که داوطلبان زاکا اظهار کرده‌اند اجساد زنان و دخترانی را بدون لباس زیر، نشانه‌هایی از مایع منی و یک جسد با چاقویی که در ناحیه تناسلی او فرورفته بود، پیدا کردند.
- چیم اتمزگین، یکی از فرماندهان زاکا که به انجمن گفت جسد دو زن را برهنه با اشیایی که در بدن آن‌ها فروکرده بودند دیده است.
- نیرا شپاک از کفار آزا که به انجمن گفت جسدهای متعددی را دیده که اندام‌های تناسلی‌شان آشکار شده بوده و برخی لباس‌هایشان پاره شده بود.
- نوام مارک، عضو تیم امنیتی اورژانس در رعیم، که به انجمن گفت سه جسد زن از جشنواره را در یک خانه، به صورت برهنه و با «نشانه‌های واضح خشونت جنسی شدید» پیدا کرده. انجمن می‌گوید که وی ویدئویی که صحت ادعاهایش را تأیید می‌کند در اختیار پلیس قرار داده.
- نیویورک تایمز از کشف دست‌کم ۲۴ جسد با نشانه‌های سوء استفاده جنسی در بعیری و کفار اذه گزارش داده است.

### پایگاه‌های ارتش اسرائیل
بسیاری از اجساد کشف شده در صحنه‌های مختلف به اردوگاه خاخامی نظامی ارتش اسرائیل آورده شده‌اند، چرا که دارای امکاناتی برای شناسایی اجساد است.

#### شری مندس
شری مندس، یک سرباز ذخیره ارتش مستقر در این اردوگاه، در رویدادی در سازمان ملل گفت که تیم او سربازان زنی را کشف کردند که از ناحیه واژن یا سینه‌هایشان گلوله خورده بودند و گزارش داد که به نظر می‌رسد مثله‌سازی منظم تناسلی توسط شبه‌نظامیان حماس وجود داشته است. او همچنین اظهار داشت که آنها اجساد سر بریده یا اجسادی را پیدا کردند که اندام‌هایشان جدا شده بود یا بدن‌هایی که صورت‌هایشان مثله شده بود و به برخی از صورت‌ها بعد از مرگ چندین بار شلیک شده بود. به گفته مندس، اجسادی با لباس کم یا بدون لباس پیدا شدند که برخی فقط لباس زیر خونی به تن داشتند.

#### کاپیتان مایان
مایان کاپیتان ارتش اسرائیل که یک دندانپزشک و عضو تیم پزشکی قانونی شناسایی اجساد بود، گفت که با جسدهای متعددی مواجه شده است که نشانه‌هایی مطابق با سوء استفاده جنسی داشتند و می‌گوید: «می‌توانم بگویم که در [ناحیه تناسلی] نشانه‌های زیادی از آزار دیده‌ام.[...] پاهای شکسته، لگن شکسته، لباس زیر خونی دیدیم».

#### ستوان تامار بار شیمون
ستوان تامار بار شیمون، بازمانده حمله در پایگاه نظامی متصل به گذرگاه اریز، گفت که یکی از اعضای حماس سعی کرد لباس او را در بیاورد، اما یکی دیگر از ستیزه‌جویان حماس او را متوقف کرد و پس از آن هر دو اتاقی را که در آن پنهان شده بود ترک کردند.

#### ویدیو موشه پینچی
موشه پینچی ویدئویی را که توسط حماس فیلمبرداری شده است به اشتراک گذاشت که نشان می‌دهد ارتش اسرائیل دو سرباز را که از ناحیه تناسلی تیر خورده بودند، پیدا کرده است.
گزارش انجمن به عنوان شواهد از «فریادهای بی کلام»، مندس، مایان، بار-شیمون و پینچی نام می‌برد.

### در اسارت در غزه
یکی از گروگان‌های اسرائیلی که در جریان آتش‌بس موقت در اواخر نوامبر و اوایل دسامبر ۲۰۲۳ آزاد شد، به جروزالم پست گفت که دست‌کم سه زن توسط اسیرکنندگان حماس مورد تجاوز جنسی قرار گرفته‌اند. آسوشیتدپرس گزارش داد که یک پزشک اسرائیلی ناشناس که ۱۱۰ نفر از گروگان‌های آزادشده را معالجه کرده، گفته است که حداقل ۱۰ مرد و زن در حین اسارت مورد تجاوز جنسی یا آزار جنسی قرار گرفته‌اند. گروگان‌های آزادشده تحت آزمایش بارداری قرار گرفتند و از نظر بیماری‌های مقاربتی غربالگری شدند. دو پزشک اسرائیلی و همچنین یک مقام نظامی اسرائیلی ناشناس در مصاحبه با یو اس ای تودی تأیید کردند که زنان اسرائیلی در اسارت مورد آزار جنسی قرار گرفتند. پزشک دیگری گفت که بسیاری از زنانی که شاهد تجاوز جنسی بوده‌اند، دچار پی‌تی‌اس‌دی شده‌اند. یک مقام نظامی اسرائیل نیز گفت: «ما می‌دانیم که گروگان‌های زن در دوران اسارت تحت کنترل حماس مورد تجاوز قرار گرفته‌اند.»
در ژانویه ۲۰۲۴، ویدئویی که در اکتبر ۲۰۲۳ گرفته شده بود دوباره منتشر شد که ۴ سرباز زن اسرائیلی را به گروگان گرفته شده‌اند را نشان می‌داد: لیری آلباگ، کارینا آریف، دانیلا گیلبوآ و آگام برگر. پس از این، گروگان آزاد شده چن گلدشتاین-آلموگ گزارش داد که برخی از آن‌ها را دیده است که به او گفته‌اند که ربایندگان آن‌ها چندین بار از آن‌ها سوء استفاده جنسی کرده‌اند.

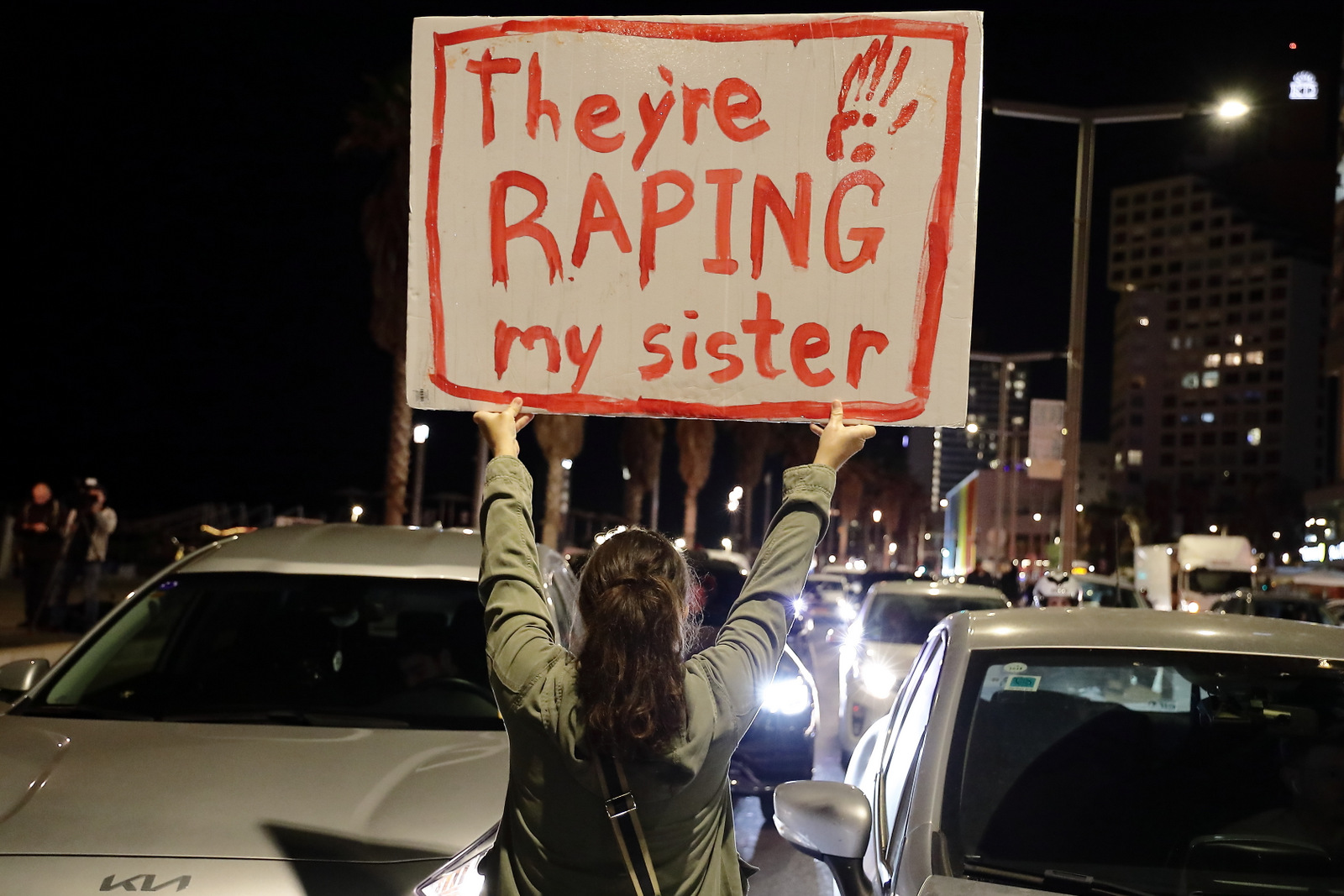
معترض اسرائیلی که تابلویی در اعتراض به تجاوز جنسی به گروگان‌ها در مقابل سفارت آمریکا در تل آویو در مارس ۲۰۲۴ در دست دارد.

گزارش انجمن به گزارش تایمز اسرائیل به اضافه اظهارات گروگان‌های سابق کفر آزا استناد می‌کند: چن و آگام گلدشتاین گفتند که با ۳ گروگان زن روبرو شده‌اند که به آنها گفته‌اند که ربایندگان به آنها تجاوز کرده‌اند. گزارشی از آویوا سیگال در کان پخش شد که در آن گفت زنی را دیده که اسیرکنندگان او را هنگام بردن او به دستشویی مورد تعرض قرار داده بودند و گفت که اسیرکنندگان زنان و مردان را به «عروسک‌های خیمه شب بازی» تبدیل کردند.
گزارش سازمان ملل در مارس ۲۰۲۴ به این نتیجه رسید که «اطلاعات روشن و قانع‌کننده» وجود دارد که گروگان‌های اسرائیلی در غزه «خشونت جنسی، از جمله تجاوز جنسی» را تجربه کرده‌اند و «دلایل معقولی» وجود دارد که باور کنیم چنین آزاری «در حال انجام علیه کسانی است که هنوز در اسارت هستند».
در اواخر مارس ۲۰۲۴، آمیت سوسانا، در مصاحبه ای با نیویورک تایمز، گفت که در زمان اسارت حماس در غزه مورد آزار جنسی قرار گرفته است. او در ۷ اکتبر به گروگان گرفته شد؛ حوالی ۲۴ اکتبر ضارب او که خود را محمد می‌نامید، او را با اسلحه به اتاق خواب کودکی کشاند، جایی که سوسانا گفت که «او با اسلحه به سمت من نشانه گرفته بود. من را مجبور کرد که با او عمل جنسی انجام دهم.» یک گزارش پزشکی به طور مشترک توسط متخصص زنان ارشد اسرائیلی، جولیا باردا، و یک مددکار اجتماعی، والریا تسخوفسکی، ثبت شد. باردا اظهار داشت که "آمیت بلافاصله نه تنها در مورد تجاوز جنسی خود بلکه در مورد بسیاری از مصائب دیگر که تجربه کرده بود با جزئیات صحبت کرد. سیگال سادتزکی، استاد دانشکده پزشکی دانشگاه تل‌آویو، نقل می‌کند که سوسانا برای اولین بار در چند روز پس از آزادی به او دربارهٔ تجاوز جنسی گفت و همچنین گزارش داد که اظهارات سوسانا ثابت مانده است. سوسانا همچنین به نیویورک تایمز توضیح داد که تقریباً در شش مکان از جمله خانه‌های شخصی، یک دفتر و یک تونل زیرزمینی نگه‌داری می‌شده است.

## واکنش‌های بین‌المللی
سفیران مالت، اسپانیا و پاناما در اسرائیل اقدامات حماس را در کنست در ۲۷ نوامبر ۲۰۲۳ محکوم کردند. سفیر کانادا از پاسخ آرام به اقدامات علیه زنان اسرائیلی در همان هیئت ابراز تاسف کرد.
ملانی جولی، وزیر امور خارجه کانادا، به پرداخت یک میلیون دلار برای حمایت از قربانیان خشونت جنسی اسرائیلی‌ها متعهد شد. اما گفته نشد که در چه زمانی و چه گروه‌هایی این یک میلیون دلار را دریافت خواهند کرد.

### ایالات متحده
جو بایدن، رئیس‌جمهور ایالات متحده، در یک سخنرانی در ۱۰ اکتبر، حماس را محکوم کرد و اظهار داشت که این رویدادها نشان‌دهنده «شیطان خالص» است. هیلاری کلینتون، وزیر خارجه اسبق ایالات متحده، استفاده از تجاوز جنسی در جنگ را به عنوان جنایت علیه بشریت محکوم کرد.

### اتحادیه اروپا
در آوریل ۲۰۲۴، اتحادیه اروپا شاخه‌های نظامی و نیروهای ویژه حماس و شاخه مسلح جهاد اسلامی فلسطین را به دلیل مسئولیت آنها در قبال خشونت جنسی در ۷ اکتبر تحریم کرد. توقیف دارایی و ممنوعیت سفر بر گردان‌های قسام و قدس و نیروی نوخبه اعمال شد. اتحادیه اروپا اعلام کرد که جنگجویان این گروه‌ها «به شیوه‌ای سیستماتیک مرتکب خشونت جنسی و جنسیتی شدند و از آن به عنوان سلاح جنگی استفاده کردند».

### دادگاه جنایی بین‌المللی
در ماه مه ۲۰۲۴، کریم احمد خان، دادستان ارشد دادگاه کیفری بین‌المللی، اعلام کرد که به دنبال متهم کردن رهبران حماس، یحیی سنوار، اسماعیل هنیه و محمد دیف به جنایات جنگی و جنایات علیه بشریت، از جمله تجاوز جنسی و تجاوز جنسی علیه افرادی است که در غزه اسارت هستند.

## یادداشت
1. ↑  "از مجموع ۱۰۰۴ قربانی که جنسیت آنها مشخص شده است، ۷۳۵ نفر (۴/۷۳٪) مرد و ۲۷۸ نفر (۶/۲۶٪) زن بودند."[۶۴]
2. ↑  "اما سایت خبری والا اطلاعات ۷۵۶ نفر از افراد غیرنظامی کشته شده را بر حسب سن و جنسیت منتشر کرده است که اطلاعات آنها در دسترس است… دو دختر…۱۱ زن…۱۶۲ زن…۵۹ زن…۶۹ زن.. . هفت زن."[۶۵]

۲۷۲ زن از مجموع ۷۵۶ غیرنظامی کشته شدند.
3. ↑  ۲۱۷ مرد و ۱۵۳ زن غیرنظامی کشته شدند.[۶۴]
4. ↑  ۲۹۸ مرد و ۳۸ زن نظامی کشته شدند.[۶۴]
5. ↑  ۲۲ مرد و ۴ زن از پلیس و نیروی امدادی کشته شدند.[۶۴]

## برای مطالعهٔ بیشتر
- Chotiner, Isaac (10 December 2023). "How Hamas Used Sexual Violence on October 7th". The New Yorker (به انگلیسی). ISSN 0028-792X. Retrieved 11 December 2023.
- Mhajne, Anwar (30 May 2024). "Understanding Sexual Violence Debates Since 7 October: Weaponization and Denial". Journal of Genocide Research: 1–19. doi:10.1080/14623528.2024.2359851.
- Rozovsky, Liza (12 March 2024). "UN Envoy on Sexual Violence Says She Saw 'Shocking Brutality' Against Israelis; Russia Calls Report 'Half Truths'". Haaretz (به انگلیسی). Archived from the original on 12 March 2024. Retrieved 12 March 2024.